# Fallout 76
Fallout 76 är ett onlinespel inom Fallout-serien som utvecklades av Bethesda Game Studios (med viss hjälp av Bethesda Game Studios Austin) och som gavs ut av Bethesda Softworks den 14 november 2018. Spelet lanserades till Microsoft Windows, Playstation 4 och Xbox One och är Bethesda Game Studios första flerspelarspel med onlineläge, i och med att Fallout Online upphördes 2012. Handlingen i Fallout 76 äger rum före de tidigare spelen i Fallout-serien med undantag av introduktionsdelen av Fallout 4, som utspelar sig 25 år före Fallout 76.

## Handling
Fallout 76 tar plats i ett postapokalyptiskt och retrofuturistiskt West Virginia – numera känt som Appalachia. Datumet är den 27 oktober 2102 som spelet börjar. 25 år efter kärnvapenkriget öppnas Vault 76 och överlevarna börjar bygga upp West Virginia igen. I världen finns riktiga platser och byggnader såsom West Virginia State Capitol, The Greenbrier, Woodburn Circle, New River Gorge Bridge och Camden Park.